# Månesigden
Månesigden är ett berg i Antarktis. Det ligger i Östantarktis. Norge gör anspråk på området. Toppen på Månesigden är 1 790 meter över havet.
Terrängen runt Månesigden är platt åt nordväst, men åt sydost är den kuperad. Trakten är obefolkad. Det finns inga samhällen i närheten.